# Saison 2025-2026 de snooker
Navigation
2024-2025 2026-2027
La saison 2025-2026 de snooker commence le 15 septembre 2025 et se termine le 4 mai 2026. Le calendrier comporte douze tournois dont dix comptent pour le classement mondial des joueurs. 

## Joueurs qualifiés
Les joueurs qualifiés pour cette saison sont les suivants :
- Les 68 premiers joueurs du classement mondial après le dernier championnat du monde
- Les 4 joueurs qui ont terminé en tête du classement annuel parmi les joueurs non-qualifiés à l'issue de la saison précédente
- Les vainqueurs des compétitions internationales affiliées à la fédération internationale de snooker (Open de la fédération, Open junior de la fédération, championnat d'Europe, championnat d'Europe des moins de 21 ans, championnat d'Asie pacifique, championnat d'Amérique et championnat d'Afrique)
- Quatre joueurs qualifiés par le biais du circuit de qualification qui s'est déroulé tout au long de la saison précédente (le joueur qui a fini en tête du classement général[N 1] de la saison régulière et les trois joueurs ayant le mieux figuré lors de l'épreuve finale)
- Deux nominations du circuit chinois
- La championne du monde féminine, ainsi que la no 1 au classement mondial du circuit féminin
- Les demi-finalistes des deux tournois de qualification (Q School) disputés à la fin de la dernière saison, soit huit joueurs
- Les finalistes des deux épreuves qualificatives asiatiques et océaniennes, soit quatre joueurs
- Deux joueurs bénéficiaires d'une invitation allouée par la fédération[2]
- Un classement protégé accordé à Sam Craigie, absent du circuit tout au long de la saison 2024-2025 en raison d'une blessure[3],[4]

## Calendrier professionnel
| C = Tournoi classé                                |
| NC = Tournoi non classé                           |
| Q = Tournoi qualificatif au circuit professionnel |

| Dates (mois-jour) | Dates (mois-jour) | Tournoi                                                              | Lieu       | Site                     | Cat. | Vainqueur                                                         | Finaliste                                            | Score       | Réf.   |
| 05-13             | 05-18             | 1re Épreuve de qualification au circuit professionnel (Asie-Océanie) | Bangkok    | BSAT Academy             | Q    | Chatchapong Nasa Liu Linhao                                       | Liu Wenwei Luo Zetao                                 | 4-0 4-3     | [ 5 ]  |
| 05-19             | 05-24             | 2e Épreuve de qualification au circuit professionnel (Asie-Océanie)  | Bangkok    | BSAT Academy             | Q    | Xu Yichen Zhao Hanyang                                            | Babar Masih Narongdat Takantong                      | 4-3 4-1     | [ 6 ]  |
| 05-21             | 05-26             | 1re Épreuve de qualification au circuit professionnel                | Leicester  | Mattioli Arena           | Q    | Liam Pullen Oliver Brown Alexander Ursenbacher Mateusz Baranowski | Umut Dikme Craig Steadman Ryan Davies Patrick Whelan | 4-2 4-1 4-2 | [ 7 ]  |
| 05-27             | 06-01             | 2e Épreuve de qualification au circuit professionnel                 | Leicester  | Mattioli Arena           | Q    | David Grace Ian Burns Fergal Quinn Connor Benzey                  | Jack Borwick Andrew Pagett Dean Young Rodion Judin   | 4-0 4-1 4-2 | [ 8 ]  |
| 06-30             | 07-23             | Championnat de la ligue                                              | Leicester  | Mattioli Arena           | C    | Stephen Maguire                                                   | Joe O'Connor                                         | 3-1         | [ 9 ]  |
| 07-28             | 08-03             | Masters de Shanghai                                                  | Shanghai   | Luwan Gymnasium          | NC   | Kyren Wilson                                                      | Ali Carter                                           | 11-9        | [ 10 ] |
| 08-08             | 08-16             | Masters d'Arabie Saoudite                                            | Djeddah    | Green Halls              | C    | Neil Robertson                                                    | Ronnie O'Sullivan                                    | 10-9        | [ 11 ] |
| 08-24             | 08-30             | Open de Wuhan                                                        | Wuhan      |                          | C    |                                                                   |                                                      |             |        |
| 09-15             | 09-21             | Open d'Angleterre                                                    | Brentwood  | Brentwood Centre         | C    |                                                                   |                                                      |             |        |
| 09-22             | 09-28             | Open de Grande-Bretagne                                              | Cheltenham | The Centaur              | C    |                                                                   |                                                      |             |        |
| 10-07             | 10-13             | Grand Prix de Xi'an                                                  | Xi'an      |                          | C    |                                                                   |                                                      |             |        |
| 10-19             | 10-26             | Open d'Irlande du Nord                                               | Belfast    | Waterfront Hall          | C    |                                                                   |                                                      |             |        |
| 11-02             | 11-09             | Championnat international                                            | Tianjin    |                          | C    |                                                                   |                                                      |             |        |
| 11-10             | 11-16             | Champion des champions                                               | Leicester  | Mattioli Arena           | NC   |                                                                   |                                                      |             |        |
| 11-29             | 12-07             | Championnat du Royaume-Uni                                           | York       | Barbican Centre          | C    |                                                                   |                                                      |             |        |
| 12-10             | 12-13             | Snooker Shoot-Out                                                    | Blackpool  | Tower Circus             | C    |                                                                   |                                                      |             |        |
| 12-15             | 12-21             | Open d'Écosse                                                        | Édimbourg  | Meadowbank Sports Centre | C    |                                                                   |                                                      |             |        |
| 01-11             | 01-18             | Masters                                                              | Londres    | Alexandra Palace         | NC   |                                                                   |                                                      |             |        |
| 01-26             | 02-01             | Masters d'Allemagne                                                  | Berlin     | Tempodrom                | C    |                                                                   |                                                      |             |        |
| 02-03             | 02-08             | Grand Prix mondial                                                   | Hong Kong  | Kowloon                  | C    |                                                                   |                                                      |             |        |
| 01-02             | 02-11             | Championnat de la ligue                                              | Leicester  | Mattioli Arena           | NC   |                                                                   |                                                      |             |        |
| 02-23             | 03-01             | Open du pays de Galles                                               | Llandudno  | Venue Cymru              | C    |                                                                   |                                                      |             |        |
| 03-16             | 03-22             | Open mondial                                                         | Yushan     |                          | C    |                                                                   |                                                      |             |        |
| 03-30             | 04-05             | Championnat du circuit                                               | Manchester | Manchester Central       | C    |                                                                   |                                                      |             |        |
| 04-18             | 05-04             | Championnat du monde                                                 | Sheffield  | Crucible Theatre         | C    |                                                                   |                                                      |             |        |

## Calendrier secondaire
| M = Évènement mondial     |
| C = Évènement continental |
| E = Évènement ordinaire   |

| Dates (mois-jour) | Dates (mois-jour) | Tournoi                                     | Lieu           | Site                               | Cat. | Vainqueur          | Finaliste          | Score | Réf.   |
| 05-16             | 05-17             | Super Shoot-Out d'Helsinki                  | Helsinki       | Kulttuuritalo                      | E    | Mark Williams      | Shaun Murphy       | 1-0   | [ 12 ] |
| 05-17             | 05-18             | Coupe internationale d'Helsinki             | Helsinki       | Kulttuuritalo                      | E    | Mark Allen         | Zhang Anda         | 6-3   | [ 13 ] |
| 06-19             | 06-22             | 1re épreuve du Q Tour (zone Amériques)      | Rio de Janeiro | Iate Clube                         | E    | Igor Figueiredo    | Claudio Menechini  | 5-1   |        |
| 06-22             | 06-25             | Championnat d'Asie à six billes             | Colombo        | Moors Sports Club                  | C    | Thor Chuan Leong   | Paras Gupta        | 6-2   |        |
| 06-23             | 06-26             | Championnat d'Afrique à six billes          | Saïdia         | Radisson Hotel Blu                 | C    | Allie Mutalieb     | Mahmoud El-Hareedy | 6-4   |        |
| 06-26             | 06-30             | Championnat d'Afrique                       | Saïdia         | Radisson Hotel Blu                 | C    | Mahmoud El-Hareedy | Yassine Bellamine  | 6-1   |        |
| 06-27             | 06-29             | 1re épreuve du Q Tour (zone Asie-Pacifique) | Perth          | Pot Black Family Pool & Snooker    | E    | Vinnie Calabrese   | Salman Asif        | 5-0   |        |
| 07-03             | 07-06             | Championnat du Commonwealth                 | Balaclava      | The Ravenala Attitude              | M    | Michael Georgiou   | Ross Vallance      | 3-0   |        |
| 07-11             | 07-13             | 2e épreuve du Q Tour (zone Asie-Pacifique)  | Christchurch   | Cuthberts Green                    | E    | Cody Turner        | Mark Canovan       | 5-1   |        |
| 08-01             | 08-03             | 3e épreuve du Q Tour (zone Asie-Pacifique)  | Albury         | Commercial Club                    | E    | Steve Mifsud       | Hassan Kerde       | 4-0   |        |
| 08-10             | 08-14             | Jeux mondiaux                               | Chengdu        | Tianfu International Hotel Complex | M    | Xiao Guodong       | Michael Georgiou   | 2-1   | [ 14 ] |
| 09-05             | 09-09             | Pink Ribbon                                 | Walsall        | Landywood Snooker Club             | E    |                    |                    |       |        |

## Classement mondial en début et fin de saison

### Après lechampionnat du monde 2025
| Rang | Évol.         | Joueur            | Points    |
| 1    | 1             | Judd Trump        | 1 984 200 |
| 2    | 1             | Kyren Wilson      | 1 304 300 |
| 3    | 6             | Mark Williams     | 858 600   |
| 4    | 12            | John Higgins      | 781 250   |
| 5    | en stagnation | Ronnie O'Sullivan | 740 000   |
| 6    | 2             | Ding Junhui       | 606 000   |
| 7    | 1             | Mark Selby        | 558 000   |
| 8    | 20            | Neil Robertson    | 547 050   |
| 9    | 6             | Barry Hawkins     | 540 050   |
| 10   | 9             | Mark Allen        | 522 900   |
| 11   | Nouveau       | Zhao Xintong      | 510 000   |
| 12   | en stagnation | Zhang Anda        | 491 550   |
| 13   | 21            | Xiao Guodong      | 469 000   |
| 14   | 7             | Shaun Murphy      | 435 900   |
| 15   | 5             | Si Jiahui         | 420 200   |
| 16   | 8             | Chris Wakelin     | 388 400   |

### Après lechampionnat du monde 2026
| Rang | Évol. | Joueur | Points |
| 1    |       |        |        |
| 2    |       |        |        |
| 3    |       |        |        |
| 4    |       |        |        |
| 5    |       |        |        |
| 6    |       |        |        |
| 7    |       |        |        |
| 8    |       |        |        |
| 9    |       |        |        |
| 10   |       |        |        |
| 11   |       |        |        |
| 12   |       |        |        |
| 13   |       |        |        |
| 14   |       |        |        |
| 15   |       |        |        |
| 16   |       |        |        |